# 코스텍시스템
코스텍시스템(영어: Kostek System)은 대한민국의 반도체 및 디스플레이 제조용 기계장비 기업으로, 반도체 웨이퍼 본더, 반도체 웨이퍼 이송장비 등을 제조한다.

## 고객사
- 삼성전자, SK하이닉스, 유진테크